# Spafax
Die Spafax S.A. (Eigenschreibweise: SPAFAX S.A.) (heute: Berner S.A.R.L.) war ein 1973 gegründeter französischer Händler für Befestigungs- und Verbindungstechnik, mit Sitz in Alençon bei Le Mans. Als SPAFAX S.A. est rattaché à Berner Holding erwirtschaftete es in den Geschäftsjahren 2001/2002 und 2002/2003 jeweils einen Umsatz von etwa 130 Mio. Euro pro Jahr.

## Geschichte
Nach seiner Gründung und mehrjährigen Selbständigkeit bis Anfang der 1990er Jahre, gehörte das Unternehmen bereits von 1993 bis 2001 zur First Serve Ltd., einem englischen Werkzeug- und Maschinenhersteller. Spafax trat aber weiterhin unter seinem eigenen, in Frankreich bekannten Namen auf.

## Tochterunternehmen unter eigenem Namen
Im Oktober 2001 wurde sie dann durch die Berner Group für einen nicht bekannt gegebenen Kaufpreis erworben, um den dortigen Marktanteil zu erhöhen. Mit seinen damals eigenen 220 Mitarbeitern und einem Umsatz von etwa 98 Millionen Franc (etwa 15 Mio. Euro) im Geschäftsjahr gehörte Spafax weitgehend eigenständig, und neben seiner neuen Muttergesellschaft, bis zum Jahr 2000 in Frankreich bereits zu den fünf größten Direktvertreibern in diesem Marktsegment, und war somit für das Künzelsauer Unternehmen von marktstrategisch wichtiger Bedeutung, auf dem zweitwichtigsten europäischen Markt in dieser Branche. Von 2001 bis Ende 2003 hieß die gesamte französische Berner-Gesellschaft SPAFAX S.A. est rattaché à Berner Holding.

## Produktschwerpunkte
Die Firma Spafax hatte dabei ihre Produktschwerpunkte im Werkzeugbereich – unter anderem als Exklusiv-Vertreiber der Marke MacTools in Frankreich – und brachte diese wichtige Umsatzgröße in die Muttergesellschaft ein. Ein Fünftel des Umsatzes wird in Frankreich dabei traditionell mit Elektro-Artikeln und mehr als zehn Prozent mit Befestigungstechnik erzielt. Die 4.500 Artikel überwiegenden eigenen Spezialprodukte, wie z. B. unzerbrechliche Spiegel – stellten die optimale Sortimentsergänzung für die Berner Unternehmensgruppe und insbesondere für Tochtergesellschaft Berner Frankreich her.

## Besonderheit
Die Besonderheit des Vertriebes der übernommenen Firma, einem Direktverkauf von Verbrauchsmaterial aus dem Kleinbus, ohne dass der Kunde dieses bestellen und sich schicken lassen muss, wurde dabei unter Berücksichtigung der französischen Gepflogenheiten weitestgehend übernommen, und ist in dieser Art einmalig in der gesamten Berner-Holding.

## Namensänderung 2004
Seit Anfang 2004 firmiert diese weiterhin selbständige Auslandsgesellschaft unter dem einheitlichen europäischen Auftritt der Berner-Gruppe Holding auch in Frankreich, wobei auch bis heute noch viele französische Handwerker SPAFAX sagen, und die Produkte von Berner-Frankreich meinen.

## Bedeutung innerhalb der Unternehmensgruppe Berner
Zwischenzeitlich stellt das Unternehmen SPAFAX/Berner Frankreich, mit etwa 1.200 Mitarbeitern und 140 Millionen Euro Umsatz das größte ausländische Tochterunternehmen innerhalb der Berner-Gruppe dar und ist in Frankreich der zweitgrößte Direktvertreiber von Verbrauchsmaterial und Werkzeugen für professionelle Anwender.